# Vladimir Tjeboksarov
Vladimir Tjeboksarov, född den 30 december 1951 i Tiumen, Ryssland, är en sovjetisk brottare som tog OS-silver i mellanviktsbrottning i den grekisk-romerska klassen 1976 i Montréal.